# Buko
Buko er et varemærke for smelte- og flødeost og en tidligere virksomhed i Vordingborg.

## Historie
Virksomheden blev grundlagt på Frederiksberg i 1932 efter, at en mejerist havde fået inspiration til produktion af smelte- og flødeost med fem medarbejdere. I 1946 flyttede Buko ind i den tidligere Masnedsund Station i Vordingborg. Virksomheden udvidede løbende produktionen og havde op til 250 ansatte og var en af de største arbejdspladser i byen.
Virksomheden blev købt af MD Foods, det senere Arla, og i 2000 blev produktionen flyttet fra Vordingborg til mejerierne i Birkum, Vrinners og Holstebro.

## Eksterne links
- Arla's side om Buko

|  | Denne artikel om en bygning eller et bygningsværk kan blive bedre, hvis der indsættes et (bedre) billede. Du kan hjælpe ved at afsøge Wikimedia Commons for et passende billede eller lægge et op på Wikimedia Commons med en af de tilladte licenser og indsætte det i artiklen. |

54°59′51.35″N 11°53′31.56″Ø / 54.9975972°N 11.8921000°Ø